# مرگ جفری اپستین
جفری اپستین، سرمایه‌دارآمریکایی و مجرم جنسی محکوم‌شده، در تاریخ ۱۰ اوت ۲۰۱۹ درگذشت. نگهبانان زندان او را در سلولش در مرکز اصلاح و تربیت متروپولیتن در نیویورک، در حالی که از کنار تخت سلول خود آویزان بود و واکنشی نشان نمی‌داد، پیدا کردند. او در انتظار محاکمه به اتهام قاچاق جنسی بود. پس از انجام عملیات احیای قلبی-ریوی توسط نگهبانان زندان، اپستین در حالت ایست قلبی به بیمارستان داون‌تاون نیویورک منتقل شد و در ساعت ۶:۳۹ صبح در آنجا مرگ او اعلام شد. پزشکی قانونی نیویورک و بازرس کل وزارت دادگستری حکم کردند که مرگ اپستین خودکشی از طریق حلق‌آویز بوده است. وکلای اپستین این نتیجه‌گیری پزشکی قانونی را به چالش کشیدند و تحقیق مستقلی را با استخدام پاتولوژیست مایکل بادن آغاز کردند.
ویلیام بار، دادستان کل، پس از ابراز سوءظن اولیه، مرگ اپستین را «طوفانی تمام‌عیار از اشتباهات» توصیف کرد. هم اف‌بی‌آی و هم بازرس کل وزارت دادگستری تحقیقاتی را در مورد شرایط مرگ او انجام دادند. نگهبانان کشیک بعداً به چندین فقره جعل سوابق متهم شدند.  بسیاری از چهره‌های سرشناس، اداره فدرال زندان‌ها را به سهل‌انگاری متهم کردند؛ چندین قانون‌گذار خواستار اصلاحات در سیستم زندان‌های فدرال شدند. در واکنش، بار مدیر دفتر را برکنار کرد.
ویلیام بار، دادستان کل، ابتدا ابراز تردید کرد و مرگ اپستین را «طوفانی کامل از خطاها» توصیف کرد. هم اف‌بی‌آیو هم بازرس کل وزارت دادگستری تحقیقاتی را درباره‌ی شرایط مرگ او انجام دادند. نگهبانان شیفت در آن زمان بعداً به اتهامات متعدد جعل اسناد متهم شدند. بسیاری از شخصیت‌های عمومی اداره‌ی زندان‌های فدرال را به سهل‌انگاری متهم کردند و چندین قانون‌گذار خواستار اصلاحات در سیستم زندان فدرال شدند. در پاسخ، بار مدیر این اداره را برکنار کرد.
در پی مرگ اپستین، تمام اتهامات علیه او لغو شد و تحقیقات جاری درباره‌ی قاچاق جنسی به سمت همدستان ادعایی او، به‌ویژه گیسلاین ماکسول، معطوف شد که در ژوئیه ۲۰۲۰ دستگیر و کیفرخواست او صادر شد و در ۲۹ دسامبر ۲۰۲۱ به پنج اتهام مرتبط با قاچاق جنسی محکوم شد. همدست دیگر، ژان-لوک برونل، در سال ۲۰۲۰ توسط مقامات فرانسوی دستگیر شد و بعداً با خودکشی درگذشت.
به دلیل نقض رویه‌های معمول زندان در شب مرگ اپستین، خرابی دو دوربین مقابل سلول او و ادعاهایش مبنی بر داشتن اطلاعات حساس درباره‌ی افراد قدرتمند، مرگ او گمانه‌زنی‌ها و نظریه‌های توطئه‌ای را درباره‌ی احتمال قتل او برانگیخت. نظریه‌های دیگری نیز ادعا کردند که مرگ او جعلی بوده است. در نوامبر ۲۰۱۹، ماهیت بحث‌برانگیز مرگ او به میم «اپستین خودش را نکشت» منجر شد. نظرسنجی‌های عمومی نشان می‌دهند که تنها درصد کمی از آمریکایی‌ها معتقدند اپستین با خودکشی درگذشت؛ در یکی از این نظرسنجی‌ها، ۱۶٪ از پاسخ‌دهندگان گفتند که معتقدند اپستین خودکشی کرده، ۴۵٪ معتقد بودند که او به قتل رسیده و ۳۹٪ مطمئن نبودند.

## دستگیری و زندان

### دستگیری و تفهیم اتهام

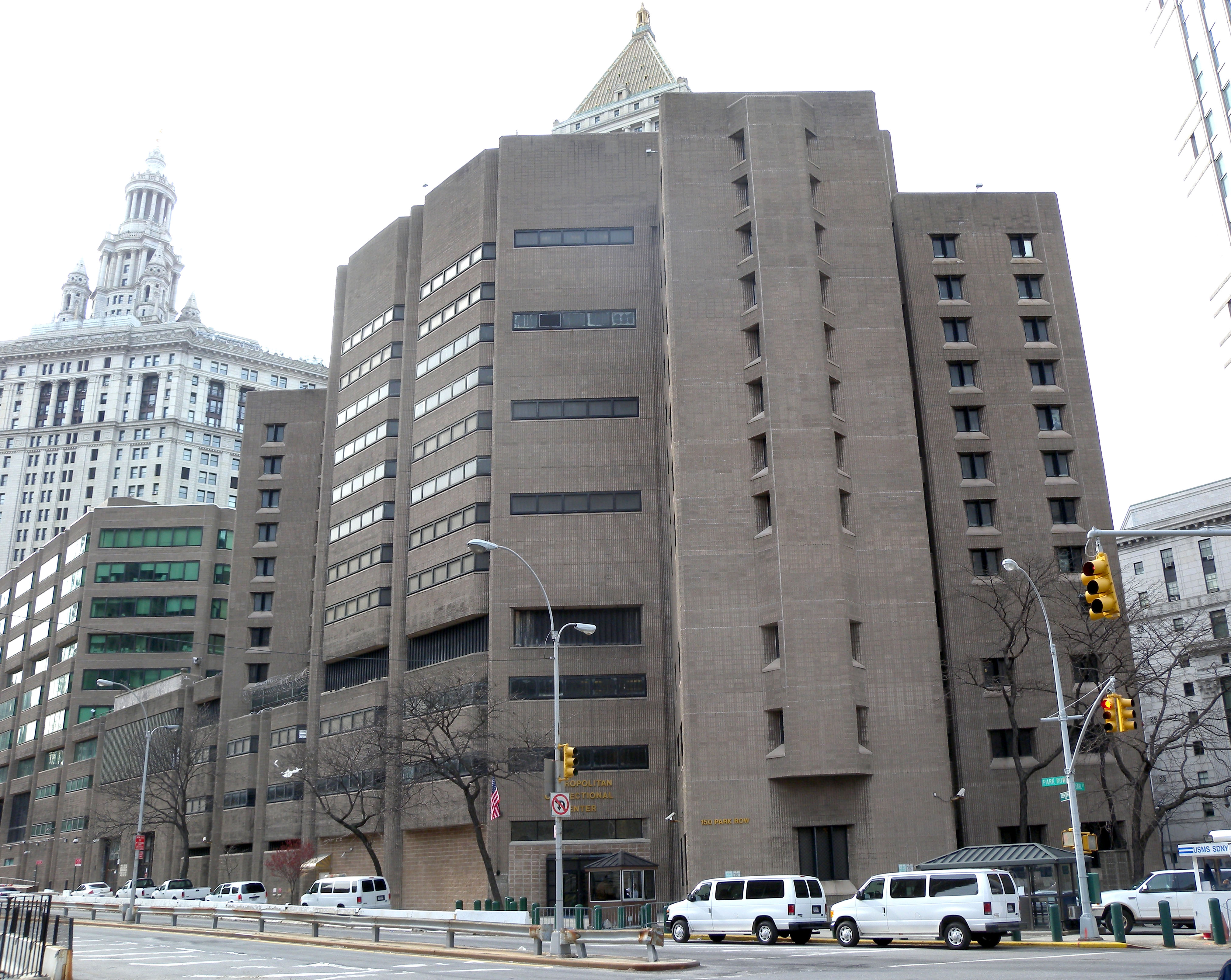
مرکز اصلاح و تربیت متروپولیتن، جایی که اپستین پس از دستگیری‌اش در سال ۲۰۱۹ در آن نگهداری می‌شد

در تاریخ ۶ ژوئیه ۲۰۱۹، جفری اپستین در نیویورک به اتهامات متعدد، از جمله قاچاق جنسی، دستگیر و در مرکز اصلاح و تربیت متروپولیتن در لوئر منهتن بازداشت شد. او اتهامات را رد کرد و ادعای بی‌گناهی نمود. اپستین در سال ۲۰۰۸ در فلوریدا با اتهامات مشابهی روبرو شده بود، اما از اتهامات فدرال از طریق توافقی قضایی فرار کرد. طبق مفاد این توافق، او به دو اتهام جنایی ایالتی اعتراف کرد، غرامت به سه دوجین قربانی شناسایی‌شده توسط اف‌بی‌آی پرداخت کرد و به‌عنوان مجرم جنسی در فلوریدا و نیویورک ثبت شد.
در ۱۸ ژوئیه ۲۰۱۹، درخواست وثیقه‌ی اپستین با پیشنهاد ۶۰۰,۰۰۰ دلار برای استفاده از ردیاب مچ پا در خانه‌ی شهری‌اش در نیویورک رد شد. او به دلیل ۲۰ پرواز بین‌المللی که در ۱۸ ماه گذشته انجام داده بود، به‌عنوان فردی با ریسک بالای فرار تلقی شد. اپستین از تصمیم رد وثیقه به دادگاه تجدیدنظر حوزه دوم ایالات متحده برای حوزه‌ی دوم شکایت کرد؛ در زمان مرگش، این تجدیدنظر هنوز در حال بررسی بود.

### حادثه اولیه و هفته‌های پایانی
در ساعت ۱:۲۷ بامداد ۲۳ ژوئیه ۲۰۱۹، اپستین در سلول خود در حالت نیمه‌هوشیار با جراحاتی در ناحیه‌ی گردن پیدا شد. مقامات زندان از هم‌سلولی او، نیکلاس تارتاگلیونه، که مظنون به چندین قتل و توطئه‌ی مواد مخدر بود، بازجویی کردند. تارتاگلیونه هرگونه آسیب به اپستین را رد کرد. تحقیقات داخلی زندان، تارتاگلیونه را از هرگونه ارتباط با این رویداد تبرئه کرد. منبعی ناشناس ادعا کرد که اپستین این حادثه را برای انتقال از زندان صحنه‌سازی کرده بود. اسپنسر کووین، وکیلی که نماینده‌ی سه نفر از قربانیان ادعایی اپستین بود، در ژوئیه ۲۰۱۹، پس از اولین اقدام ظاهری اپستین برای خودکشی، اظهار داشت که معتقد است این یک حمله به جان او بوده و احتمال بالایی وجود دارد که او در زندان به قتل برسد.
در پی این رویداد، اپستین تحت نظارت خودکشی قرار گرفت. او در یک سلول نظارتی نگهداری شد که با پنجره‌هایی احاطه شده بود، نورها روشن نگه داشته می‌شد و هیچ وسیله‌ای که بتواند برای خودکشی استفاده کند، مجاز نبود. پس از شش روز، کارکنان روان‌شناسی پس از معاینه‌ی روان‌پزشکی، اپستین را از نظارت خودکشی خارج کردند. او سپس به واحد مسکن ویژه (SHU) بازگردانده شد، جایی که قرار بود هم‌سلولی داشته باشد و هر ۳۰ دقیقه یک‌بار بررسی شود.
یادداشتی که اپستین نوشته بود، پس از مرگش در سلولش پیدا شد. در آن، او از حشرات بزرگی که روی بدنش می‌خزیدند، از اینکه نگهبان تووا نوئل به او غذای سوخته می‌داد و از اینکه یک نگهبان عمداً او را بدون لباس به مدت یک ساعت در حمام حبس کرده بود، شکایت کرد.  در ماه اوت در ۸ دسامبر، اپستین آخرین وصیت‌نامه خود را در حضور دو وکیل که او را می‌شناختند، امضا کرد. در این وصیت‌نامه، دو کارمند قدیمی به عنوان مجری وصیت‌نامه معرفی شدند و بلافاصله تمام دارایی‌های او و هرگونه دارایی باقی‌مانده در املاکش به یک امانت واگذار شد.  
یادداشتی نوشته‌شده توسط اپستین پس از مرگش در سلول او پیدا شد. در این یادداشت، او از وجود حشرات بزرگ روی بدنش، غذای سوخته‌ای که توسط نگهبان تووا نوئل به او داده شده بود، و قفل شدن عمدی او توسط یک نگهبان در سلول دوش بدون لباس به مدت یک ساعت شکایت کرده بود. در ۸ اوت، اپستین آخرین وصیت‌نامه‌ی خود را امضا کرد که توسط دو وکیل که او را می‌شناختند، شاهد بود. این وصیت‌نامه دو کارمند قدیمی را به‌عنوان اجراکنندگان نام برد و بلافاصله تمام دارایی‌های او و هر دارایی باقی‌مانده در اموالش را به یک صندوق امانی واگذار کرد.

## مرگ
انتقال به واحد مسکن امنیتی
هنگامی که جفری اپستین به واحد مسکن امنیتی (SHU) در مرکز اصلاحی متروپولیتن (MCC) منتقل شد، مقامات زندان به وزارت دادگستری اطلاع دادند که او یک هم‌سلولی خواهد داشت و یک نگهبان هر ۳۰ دقیقه یک‌بار به سلول او سرکشی خواهد کرد. با این حال، این رویه‌ها در شب مرگ او رعایت نشدند. در تاریخ ۹ سپتامبر، هم‌سلولی اپستین به مکان دیگری منتقل شد و هیچ جایگزینی برای او تعیین نشد. عصر همان روز، اپستین با وکلایش ملاقات کرد که او را «خوش‌بین» توصیف کردند. او سپس در ساعت ۱۹:۴۹ به واحد مسکن امنیتی بازگردانده شد.
تصاویر دوربین‌های مداربسته نشان می‌دهند که دو نگهبان، تووا نوئل و مایکل توماس، در ساعت ۲۲:۰۰ نتوانستند شمارش نهادی الزامی را انجام دهند. در ساعت ۲۲:۳۰، نوئل برای مدت کوتاهی از کنار سلول اپستین عبور کرد، که این آخرین باری بود که نگهبانان وارد طبقه‌ای شدند که سلول او در آن قرار داشت. برخلاف پروتکل‌های استاندارد زندان، در طول شب هیچ بازرسی ۳۰ دقیقه‌ای از اپستین انجام نشد. گزارش‌ها حاکی از آن است که دو نگهبان مسئول بررسی سلول اپستین در طول شب، حدود سه ساعت پشت میز خود خواب بودند و بعداً سوابق مربوطه را جعل کردند.  علاوه بر این، دو دوربین مقابل سلول اپستین در آن شب از کار افتادند و دوربین دیگری تصاویری تولید کرد که «غیرقابل استفاده» توصیف شدند.

### کشف جسد
صبح روز ۱۰ اوت، کمی پس از ساعت ۶:۳۰، در حالی که نگهبانان در حال توزیع صبحانه بودند، اپستین در سلول خود در حالت ایست قلبی یافت شد و به هیچ‌یک از علائم حیاتی پاسخ نمی‌داد. او در حالت زانو زده، با نواری از ملحفه که دور گردنش پیچیده شده و به بالای تختش بسته شده بود، پیدا شد. برآورد شد که او حدود دو ساعت پیش از کشف فوت کرده بود. نگهبانان فوراً عملیات احیای قلبی ریوی (CPR) را آغاز کردند و سایر زندانیان فریادهای آن‌ها را شنیدند که می‌گفتند: «نفس بکش، اپستین، نفس بکش.» در ساعت ۶:۳۳ صبح، نگهبانان زنگ خطر را به صدا درآوردند و به سرپرست خود اطلاع دادند. تووا نوئل به سرپرست گفت: «اپستین خودش را دار زده است.» اپستین به سرعت به بیمارستان مرکز شهر نیویورک منتقل شد و در ساعت ۶:۳۹ مرگ او تأیید شد. جسد او اندکی بعد به پزشکی قانونی انتقال یافت.
انتقال جسد اپستین از سلولش نقض پروتکل‌های اداره زندان‌ها (BOP) بود، که مقرر می‌دارد صحنه خودکشی باید «با همان سطح حفاظت مانند هر صحنه جرم که در آن مرگ رخ داده است» مدیریت شود. در نتیجه این نقض، پرسنل زندان نتوانستند از جسد اپستین در محل کشف عکس‌برداری کنند.

### جنجال‌ها
مرگ اپستین اولین خودکشی گزارش‌شده در MCC طی ۱۴ سال گذشته بود. مایکل بادن، آسیب‌شناس، و برنامه ۶۰ دقیقه تردیدهایی را درباره امکان خودکشی اپستین مطرح کردند. با توجه به قد تقریبی ۱٫۸ متری و وزن ۸۴ کیلوگرمی اپستین، این سؤال مطرح شد که آیا او می‌توانسته خود را از تخت پایینی آویزان کند. تصاویر پس از مرگ نشان‌دهنده بطری‌ها و داروهایی بودند که به‌صورت عمودی روی تخت بالایی قرار داشتند. بادن همچنین این پرسش را مطرح کرد که چرا اپستین از وسایلی مانند سیم‌ها یا لوله‌های دستگاه آپنه خواب، که مقاوم‌تر و بلندتر بودند، به‌عنوان طناب استفاده نکرد.

### انگیزه‌های احتمالی
گزارش بازسازی روان‌شناختی اداره زندان‌ها، که پنج هفته پس از مرگ اپستین تهیه شد، نشان می‌دهد که هویت او به نظر می‌رسد «بر اساس ثروت، قدرت و ارتباطاتش با افراد سرشناس شکل گرفته بود.» این گزارش خودکشی او را به عواملی مانند فقدان ارتباطات بین‌فردی معنادار، از دست دادن جایگاه اجتماعی، و چشم‌انداز گذراندن باقی عمر در زندان نسبت می‌دهد.

## کالبدشکافی و شواهد پزشکی

### گزارش کالبدشکافی
باربارا سمپسون، رئیس پزشکی قانونی شهر نیویورک، در تاریخ ۱۱ اوت ۲۰۱۹ کالبدشکافی چهار ساعته‌ای را روی جسد جفری اپستین انجام داد. وکلای اپستین، مایکل بادن، متخصص آسیب‌شناسی قانونی، را برای نظارت بر این کالبدشکافی استخدام کردند. پس از کالبدشکافی، دفتر پزشکی قانونی اعلام کرد که اپستین با استفاده از نواری از ملحفه تخت خود، خود را حلق‌آویز کرده است. در ۱۴ اوت ۲۰۱۹، گزارش‌های غیررسمی حاکی از کشف شکستگی‌هایی در استخوان‌های گردن اپستین، از جمله استخوان لامی، بود. اگرچه چنین شکستگی‌هایی ممکن است در خودکشی افراد مسن رخ دهد، کارشناسان پزشکی قانونی خاطرنشان کردند که این نوع شکستگی‌ها «در موارد قتل ناشی از خفگی شایع‌تر است». مرگ اپستین اولین مورد خودکشی گزارش‌شده در مرکز اصلاحی متروپولیتن (MCC) از سال ۱۹۹۸ بود.
وکلای اپستین از نتایج گزارش پزشکی قانونی ابراز نارضایتی کردند و آن را به چالش کشیدند. آن‌ها در بیانیه‌ای اعلام کردند که تیم حقوقی قصد دارد تحقیقات مستقلی درباره شرایط و علت مرگ اپستین انجام دهد، از جمله پیگیری اقدامات قانونی برای دسترسی به فیلم‌های دوربین مداربسته نزدیک سلول او در شب مرگش. وکلا همچنین اظهار داشتند که شواهد موجود «بسیار بیشتر» با فرضیه قتل سازگار است تا خودکشی.

### اختلافات و تحلیل‌های پزشکی قانونی

استخوان لامی اپستین، از جمله استخوان‌های دیگر، شکسته بود. اینکه آیا این بیشتر نشان‌دهنده‌ی دار زدن است یا خفه کردن، مورد اختلاف است.

در ماه اوت در ۱۶ دسامبر، سمپسون اعلام کرد که مرگ اپستین خودکشی از طریق حلق آویز کردن تشخیص داده شده است. بعداً، گزارش‌های متناقضی اعلام کردند که جراحات وارده به اپستین به همان اندازه که با خودکشی مطابقت دارد، با خفگی یا قتل نیز مطابقت دارد، اگر نگوییم بیشتر. گزارش سمپسون نشان داد که هیچ خطایی در مرگ او رخ نداده است.  سه نفر از وکلای اپستین نارضایتی خود را از نتیجه‌گیری سمپسون ابراز کردند و مایکل بادن، متخصص پزشکی قانونی، را برای مشاهده کالبدشکافی استخدام کردند؛ آنها گفتند که تحقیقات خود را آغاز کرده و در آینده بیانیه مفصل‌تری ارائه خواهند داد. بادن هنگام کالبدشکافی سمپسون، شاهد آن بود؛ پس از کالبدشکافی، او گفت که به دلیل دستور سکوت دفتر سمپسون و ورثه اپستین، نمی‌تواند اظهار نظر کند.
در ماه اکتبر در تاریخ ۳۰ ژانویه ۲۰۱۹، بادن گزارشی منتشر کرد که بیان می‌کرد جراحات گردن اپستین بیشتر با «خفگی ناشی از قتل» مطابقت دارد تا خودکشی. او اظهار داشت که اپستین «دو شکستگی در سمت چپ و راست حنجره‌اش، به ویژه غضروف تیروئید یا سیب آدم، و همچنین یک شکستگی در استخوان لامی چپ بالای سیب آدم» داشته است. به طور خاص، بادن ادعا کرد که استخوان لامی اپستین به نحوی شکسته است که نشان دهنده خفگی از پشت است. بعداً در همان روز، سمپسون ادعاهای بادن را رد کرد و گفت: «من قاطعانه از تصمیم خود در مورد علت و نحوه مرگ آقای اپستین حمایت می‌کنم. علت، دار زدن و نحوه آن، خودکشی است.» بادن بعداً گفت: «با بررسی بیش از هزار مورد دار زدن در زندان و خودکشی در زندان‌های ایالتی نیویورک در طول ۴۰-۵۰ سال گذشته، هیچ‌کس سه شکستگی نداشته است.» سانجی گوپتا، جراح مغز و اعصاب و خبرنگار پزشکی سی‌ان‌ان، اظهار داشت که اپستین به دلیل ضعیف شدن استخوان لامی و از دست دادن انعطاف‌پذیری آن با افزایش سن، می‌توانست به راحتی در حین دار زدن دچار شکستگی شود. گوپتا همچنین اظهار داشت که شکستگی‌های متعدد استخوان گردن، بیشتر از ویژگی‌های دار زدن است. جرالد رادز، رئیس بخش جراحی ستون فقرات در بیمارستان دانشگاه اموری، همچنین اظهار داشت که شکستگی‌های متعدد استخوان‌های گردن با دارآویختن مطابقت دارد. یک استاد علوم پزشکی قانونی در کالج عدالت کیفری جان جی گفت که استخوان لامی می‌تواند در اثر آویزان بودن بشکند و خاطرنشان کرد که این استخوان ضعیف است. طبق تحلیل آنها، شکستگی استخوان لامی مدرک کافی برای اثبات قتل نیست.

زخم‌ها و کبودی‌های روی گردن اپستین

به گفته بادن، زخم گردن در مرکز گردن اپستین بود، نه زیر فک پایین او، همانطور که در یک دار زدن معمولی اتفاق می‌افتد. بادن گفت این مورد بیشتر زمانی رایج است که قربانی توسط سیم یا طناب خفه شده باشد. بادن همچنین گفت که زخم بسیار نازک‌تر از نوار ملحفه بود و اگرچه روی گردن اپستین خون وجود داشت، اما روی رباط ملحفه اثری از آن نبود. سمپسون در پاسخ به ادعاهای بادن، بر این نتیجه‌گیری که مرگ اپستین خودکشی بوده است، پافشاری کرد.

### دفن
پس از کالبدشکافی، جسد اپستین توسط برادرش، مارک اپستین، تحویل گرفته شد. در ۵ سپتامبر ۲۰۱۹، جسد او در مقبره‌ای بدون نام، در کنار مقبره والدینش در آرامگاه آی‌جی موریس استار آو دیوید در پالم بیچ، فلوریدا به خاک سپرده شد. نام والدین او از سنگ قبرشان حذف شد تا از خرابکاری جلوگیری شود.

## پیامدها

### واکنش
چند ساعت پس از اعلام درگذشت جفری اپستین، دونالد ترامپ، رئیس‌جمهور وقت ایالات متحده، با بازنشر پستی مرتبط با نظریه توطئه موسوم به «شمارش اجساد کلینتون»، به این رویداد واکنش نشان داد. این نظریه ادعا می‌کرد که مرگ اپستین به بیل کلینتون، رئیس‌جمهور پیشین و هیلاری کلینتون، وزیر امور خارجه سابق، مرتبط است. سه روز بعد، ترامپ در سخنرانی‌ای در ایالت پنسیلوانیا به خبرنگاران اعلام کرد که خواستار «تحقیقات جامع» در این‌باره است. ویلیام بار، دادستان کل، با ابراز «شگفت‌زدگی و وحشت» از درگذشت اپستین در بازداشتگاه فدرال، اظهار داشت که این موضوع «سؤالات جدی‌ای» را مطرح می‌کند که نیازمند پاسخ‌گویی است. او علاوه بر تحقیقات اف‌بی‌آی، دستور انجام بررسی توسط بازرس کل وزارت دادگستری را نیز صادر کرد.
سناتور بن ساس، رئیس کمیته فرعی نظارت بر قوه قضائیه سنا، در نامه‌ای به ویلیام بار نوشت: «وزارت دادگستری در این ماجرا ناکام مانده است.» وی با اشاره به اقدام پیشین اپستین برای خودکشی، تأکید کرد که او می‌بایست در سلول مجهز به امکانات ایمنی و تحت نظارت مداوم ۲۴ ساعته نگهداری می‌شد. ساس افزود: «بدیهی است که باید پاسخ‌گویی در این زمینه صورت گیرد.» مت گائتز، عضو کمیته قضایی مجلس نمایندگان، از جری نادلر، رئیس این کمیته، خواست تا بررسی شرایط مرگ اپستین را در اولویت قرار دهد. لوئیس فرانکل، نماینده کنگره، خواستار تحقیق درباره توافق اپستین در سال ۲۰۰۸ شد. سناتورهای کریستن گیلیبرند و ریک اسکات نیز با درخواست تحقیقات، از محروم ماندن قربانیان اپستین از عدالت ابراز نارضایتی کردند.
بیل دی بلازیو، شهردار نیویورک، که در آن زمان در آیووا برای نامزدی ریاست‌جمهوری فعالیت می‌کرد، در ۱۱ نوامبر اظهار داشت: «من به نظریه‌های توطئه اعتقادی ندارم، اما این ماجرا بیش از حد مشکوک به نظر می‌رسد و باید به‌طور کامل بررسی شود.» روز بعد، جری نادلر، رئیس کمیته قضایی مجلس، و داگ کالینز، عضو ارشد این کمیته، با ارسال ۲۳ سؤال به اداره فدرال زندان‌ها (BOP)، نوشتند: «خودکشی ظاهری این چهره سرشناس، که در صورت صحت اتهامات، جرایم سنگینی مرتکب شده بود، در بازداشتگاه فدرال، نشانه‌ای از نقص جدی در پروتکل‌های زندان یا سهل‌انگاری آشکار است. این امر به متوفی امکان داد تا از عدالت بگریزد.» آن‌ها افزودند: «هر یک از قربانیان اپستین برای همیشه از حق دادخواهی و جبران حداقلی که نظام قضایی می‌توانست فراهم کند، محروم شده‌اند. شایستگی و دقت نظام عدالت کیفری ما با این سهل‌انگاری آشکار خدشه‌دار شده است.»
در ۱۳ فوریه، سناتور بن ساس، رئیس کمیته قضایی سنا، در نامه‌ای دیگر به ویلیام بار، خواستار ابطال توافق عدم پیگرد قانونی اپستین و همدستانش در سال ۲۰۰۸ شد. او استدلال کرد که وزارت دادگستری باید همدستان اپستین را علی‌رغم درگذشت او به سزای اعمالشان برساند و تأکید کرد: «این توافق ناعادلانه نباید پابرجا بماند.» در ۱۹ دسامبر، ویلیام بار، مدیر اداره فدرال زندان‌ها را با کاتلین هاوک سایر، مدیر پیشین، جایگزین کرد.  ساس از این اقدام استقبال کرد.

### تحقیقات
ویلیام بار، دادستان کل، تحقیقات جامعی را درباره شرایط منجر به مرگ جفری اپستین آغاز کرد. مقامات وزارت دادگستری متعهد شدند که «بی‌نظمی‌های جدی» در مرکز اصلاح و تربیت متروپولیتن را به‌طور کامل بررسی کنند.با این حال، با دریافت اطلاعات بیشتر، بار این واقعه را «طوفانی تمام‌عیار از اشتباهات» توصیف کرد.
در نوامبر ۲۰۱۹، کاتلین هاوک ساویر، مدیر اداره فدرال زندان‌ها (BOP)، در جلسه‌ای با کمیته قضایی سنا اعلام کرد که اف‌بی‌آی در حال بررسی احتمال دخالت یک «تشکیلات جنایی» در مرگ اپستین است. او تأکید کرد که «هیچ منبعی که من از آن اطلاع دارم» شواهدی دال بر غیرخودکشی بودن مرگ او ارائه نکرده است. سخنگوی او بعداً توضیح داد که استفاده از عبارت «تشکیلات جنایی» در پاسخ به پرس‌وجوی سناتور لیندسی گراهام بوده و منظور بررسی احتمال رفتار مجرمانه کارکنان زندان بوده است.
در ۱۳ اوت، بار به اداره فدرال زندان‌ها دستور داد تا لامین ان‌دیایه، سرپرست مرکز اصلاح و تربیت متروپولیتن (MCC)، را موقتاً به سمت دیگری منتقل کند، در حالی که اف‌بی‌آی و بازرس کل وزارت دادگستری شرایط مرگ اپستین را بررسی می‌کردند. جیمز پتروچی، سرپرست زندان فدرال اوتیسویل، به‌عنوان سرپرست موقت MCC منصوب شد. همچنین، دو نفر از کارکنان واحد اپستین به مرخصی اداری فرستاده شدند. در ۱۴ ژانویه، ریچارد برمن، قاضی فدرال منهتن که بر پرونده جنایی اپستین نظارت داشت، در نامه‌ای به ان‌دیایه پرسید آیا تحقیقات مرگ اپستین شامل بررسی جراحات پیشین او در ۲۳ ژوئیه نیز می‌شود یا خیر. برمن خاطرنشان کرد که تا آن زمان، هیچ توضیح قطعی درباره آن حادثه ارائه نشده بود. در نوامبر ۲۰۱۹، برمن در نامه‌ای سرگشاده به بار، که در نیویورک تایمز منتشر شد، خواستار اصلاحات گسترده در نظام زندان‌ها شد.

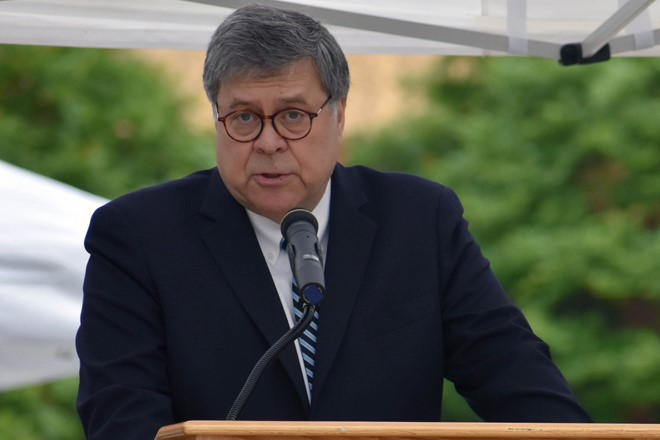
ویلیام بار، دادستان کل، بعداً مرگ اپستین را «طوفانی تمام‌عیار از اشتباهات» توصیف کرد.

گزارش بازرس کل وزارت دادگستری، منتشرشده در ۲۷ ژوئن ۲۰۲۳، مقامات زندان را به دلیل «سهل‌انگاری، سوءرفتار و قصور آشکار در انجام وظایف» در ارتباط با بازداشت و مرگ اپستین مورد انتقاد شدید قرار داد. این گزارش هرگونه ادعا مبنی بر غیرخودکشی بودن مرگ او را قاطعانه رد کرد.
مارلین شیاپا و آدرین تاکه، دو وزیر دولت فرانسه، خواستار تحقیق درباره «سؤالات بی‌پاسخ متعدد» مرتبط با روابط اپستین با فرانسه شدند و از دولت خواستند تحقیقات مستقلی را آغاز کند. به گزارش ای‌بی‌سی نیوز، آن‌ها در بیانیه‌ای اعلام کردند: «تحقیقات آمریکا ارتباطاتی با فرانسه را آشکار کرده است.» سخنگوی دفتر دادستانی پاریس افزود: «برای قربانیان ضروری است که تحقیقات در فرانسه آغاز شود تا همه‌چیز روشن شود.» او تأکید کرد که اطلاعات دریافت‌شده در حال تجزیه‌وتحلیل و تطبیق است. در اوت، مقامات فرانسوی تحقیقاتی را درباره ژان-لوک برونل، یکی از همکاران احتمالی اپستین که گفته می‌شد در آمریکای جنوبی مخفی شده بود، آغاز کردند. برونل در ۱۶ دسامبر ۲۰۲۰ دستگیر شد.
قاضی ریچارد برمن در اوت تمام اتهامات علیه اپستین را لغو کرد. در نتیجه، تحقیقات قاچاق جنسی و توجه رسانه‌ها به سمت همکاران ادعایی او، از جمله برونل، پرنس اندرو و گیسلین مکسول، معطوف شد. در سال ۲۰۲۵، بر اساس اسنادی که توسط Axios به دست آمده، وزارت دادگستری در دولت دوم ترامپ اعلام کرد که اپستین به قتل نرسیده و هیچ «فهرست موکلان» ادعایی شامل نام همکاران او وجود ندارد.

### محاکمات و تحولات جنایی بعدی
در ۱۹ ژانویه ۲۰۱۹، دادستان‌های فدرال در نیویورک، مایکل توماس و تووا نوئل، نگهبانان مرکز اصلاح و تربیت متروپولیتن (MCC)، را به جعل اسناد و توطئه برای جعل اسناد متهم کردند.  این اتهامات بر اساس فیلم‌های دوربین‌های مداربسته مطرح شد که نشان می‌داد نگهبانان به مدت هشت ساعت از اپستین نظارتی نداشته‌اند و در عوض به جست‌وجوی شخصی در رایانه‌ها و خوابیدن مشغول بوده‌اند. جفری برمن، دادستان ایالات متحده برای ناحیه جنوبی نیویورک، اعلام کرد که آن‌ها بارها اسنادی را امضا کرده‌اند که به دروغ تأیید می‌کرد نظارت‌های لازم انجام شده است.وثیقه هر یک از این نگهبانان ۱۰۰,۰۰۰ دلار تعیین شد. آن‌ها مدعی شدند که خود «قربانی» مشکلات ساختاری گسترده‌تر در نظام زندان‌های فدرال هستند. در مه ۲۰۲۱، قاضی توافق‌نامه‌ای برای تعویق پیگرد قانونی تصویب کرد که به نگهبانان اجازه می‌داد در صورت رعایت شرایط خاص، از محکومیت و مجازات جلوگیری کنند.
در جریان محاکمه نیک تارتالیون، هم‌سلولی اپستین، در دسامبر ۲۰۱۹، دادستان‌های فدرال اعلام کردند که تصاویر دوربین‌های مداربسته از خارج سلول اپستین در جریان حادثه ۲۳ ژوئیه مفقود شده است. وکیل تارتالیون، که معتقد بود این فیلم نشان‌دهنده نجات جان اپستین توسط موکلش است، امیدوار بود که این تصاویر شخصیت تارتالیون را به‌خوبی نشان دهد. او درخواست کرده بود که فیلم تا ۲۵ ژوئیه، دو روز پس از حادثه، حفظ شود.قاضی کنت کاراس از دولت خواست توضیح دهد که چه بر سر این فیلم آمده است. چند روز بعد، دادستان‌ها اعلام کردند که فیلم گمشده را پیدا کرده‌اند، اما در ژانویه ۲۰۲۰ اعتراف کردند که این فیلم به دلیل «خطای اداری» برای همیشه حذف شده است. 
در ۲ ژوئیه ۲۰۲۰، تقریباً یک سال پس از دستگیری اپستین، اف‌بی‌آی، گیسلین مکسول را در برادفورد، نیوهمپشایر دستگیر و به اتهاماتی از جمله «فریب و توطئه برای ترغیب افراد زیر سن قانونی به سفر برای انجام اعمال جنسی غیرقانونی، انتقال و توطئه برای انتقال افراد زیر سن قانونی با هدف فعالیت‌های جنسی مجرمانه، و دو مورد شهادت دروغ» متهم کرد. مقامات فدرال، با نگرانی از احتمال اقدام مکسول به خودکشی در بازداشت، پروتکل‌های ایمنی سخت‌گیرانه‌تری را اعمال کردند.در اوت ۲۰۲۰، رئیس‌جمهور وقت، دونالد ترامپ، در مصاحبه‌ای اظهار داشت که برای مکسول «آرزوی موفقیت» دارد و بار دیگر پرسشی را درباره خودکشی یا قتل بودن مرگ اپستین مطرح کرد.
در سال ۲۰۲۰، ژان-لوک برونل، یکی از همکاران اپستین، توسط دادستان‌های فرانسوی به اتهام تجاوز به کودکان دستگیر شد. او بعدها، پیش از آغاز محاکمه‌اش، ظاهراً بر اثر خودکشی درگذشت.

## سوءظن به قتل و نظریه‌های توطئه
به دلیل نقض رویه‌های استاندارد زندان و آگاهی اپستین از اطلاعات افشاگرانه در مورد افراد مشهور، مرگ او باعث ایجاد شک و تردید و نظریه‌های توطئه متعددی شد. یک نظرسنجی که توسط راسموسن ریپورتس اندکی پس از مرگ او در آگوست ۲۰۱۹ انجام شد، نشان داد که تنها ۲۹٪ از بزرگسالان آمریکایی معتقدند که اپستین در واقع بر اثر خودکشی درگذشته است، در حالی که ۴۲٪ فکر می‌کردند که او به قتل رسیده است تا از شهادت دادن علیه افراد قدرتمندی که با آنها در ارتباط بود، جلوگیری شود و ۲۹٪ از مردم نیز در این مورد مردد بودند. تا نوامبر ۲۰۱۹، یک نظرسنجی بیزینس اینسایدر نشان داد که تعداد کسانی که معتقد بودند اپستین به قتل رسیده است، سه برابر بیشتر از طرفداران خودکشی است. در یک نظرسنجی در سال ۲۰۲۰، راسموسن دریافت که اکثر آمریکایی‌ها معتقدند اپستین به قتل رسیده است و تنها ۲۱ درصد معتقدند که او خودکشی کرده است. اریک الیور، استاد دانشگاه شیکاگو و متخصص نظریه توطئه، احساسات پوپولیستی و بی‌اعتمادی به نظام سیاسی را از عوامل اصلی رد گسترده روایت رسمی دانست.
به دلیل ارتباطات اپستین با بسیاری از افراد ثروتمند و قدرتمند، گمانه‌زنی‌هایی وجود داشت مبنی بر اینکه یک یا چند نفر از همدستان یا شرکت‌کنندگان در جنایات جنسی او ممکن است ترتیب سکوت او را داده باشند.
در یک ماه اوت در جلسه استماع مورخ ۲۷ دسامبر، رید واینگارتن، وکیل مدافع اپستین، «تردیدهای قابل توجهی» در مورد خودکشی بودن مرگ اپستین ابراز کرد. به گفته واینگارتن، وقتی وکلا کمی قبل از مرگ موکلشان با او ملاقات کردند، «ما فرد ناامید، دلسرد و متمایل به خودکشی ندیدیم». برادر اپستین، مارک، احتمال خودکشی جفری را رد کرده و ادعا کرده است: «اگر او به حبس ابد محکوم شود، می‌توانم تصور کنم که خودش را آزاد کند، اما جلسه رسیدگی به وثیقه او در پیش است.» او همچنین ادعا کرد که اگر اپستین واقعاً به قتل رسیده باشد، «جان او نیز ممکن است در خطر باشد.» در یک کنفرانس مطبوعاتی حدود دو ماه پس از مرگ اپستین، دی بلازیو از تأیید نتیجه‌گیری‌های سمپسون، پزشک ارشد معاینات پزشکی، خودداری کرد و گفت: «چیزی اینجا جور در نمی‌آید. اصلاً منطقی نیست که یک زندانی سرشناس در آمریکا - مثلاً کسی فراموش کرده از او محافظت کند.» برت تولمن، دادستان سابق ایالات متحده و مشاور کمیته قضایی سنا، گفت که با توجه به «ارتباطات زیاد اپستین با افراد قدرتمند»، این مرگ «چیزی بیش از یک تصادف» بوده است.
بلافاصله پس از مرگ او، نظریه‌پردازان توطئه آنلاین به دروغ ادعا کردند که تصاویر اپستین در حال انتقال به بیمارستان در واقع تصویر یک بدل او بوده است. آنها به تفاوت‌های ادعایی بین گوش جسد و گوش اپستین در یک عکس کنار هم تکیه کردند. اسنوپس، کارشناس صحت اطلاعات، خاطرنشان کرد که تصویر اپستین ۱۵ ساله است و «احتمال بیشتری وجود دارد که این اختلافات نتیجه پیری باشد». در اکتبر ۲۰۲۰، بیش از یک سال پس از مرگ او، نظریه‌های دروغین مشابهی مطرح شد که ادعا می‌کردند اپستین در زورو رانچ، محل اقامتش در نیومکزیکو، زندگی می‌کند.

## در فرهنگ عامه
با انتشار اطلاعات بیشتر در مورد مرگ اپستین در نوامبر ۲۰۱۹، مرگ او و احتمال قتل به یک میم محبوب تبدیل شد، به خصوص در قالب عبارت «اپستین خودکشی نکرد». این میم زمانی اهمیت پیدا کرد که در پایان مصاحبه‌های زنده، مانند مصاحبه‌ی یک تکاور نیروی دریایی در فاکس نیوز یا بعداً توسط یک دانشجوی دانشگاه آلاباما در ام‌اس‌ان‌بی‌سی، پخش شد. این میم اغلب به صورت یک عبارت غیرمرتبط پس از یک متن یا درون یک تصویر ظاهر می‌شود. اسکات سایمون از ان‌پی‌آر جنبه‌ی طعمه و تغییر این میم را به ریکرولینگ تشبیه کرد. سایمون همچنین نگران بود که توجه رسانه‌ها به این میم می‌تواند باعث انتشار اطلاعات نادرست شود. خبرگزاری آسوشیتدپرس خاطرنشان کرد: «عبارت «جفری اپستین خودکشی نکرد» به خودی خود رواج پیدا کرده است - گاهی اوقات بیشتر به عنوان یک تکیه کلام فرهنگ عامه تا یک باور واقعی.»
افراد مشهور به صورت طنز به مرگ اپستین اشاره کرده‌اند. ریکی جرویس در هفتاد و هفتمین مراسم گلدن گلوب اظهار داشت که اپستین خودکشی نکرده است، و آدام درایور در برنامه‌ی «پخش زنده‌ی شنبه شب» نقش اپستینِ به قتل رسیده در جهنم را بازی کرد. نماینده ایالات متحده، پاول گوسار، ۲۳ توییت منتشر کرد که در آنها حرف اول هر توییت، عبارت مربوط به میم را هجی می‌کرد. کالاهایی با تم تعطیلات (مانند ژاکت‌های کریسمس ) که به طور برجسته این عبارت را نشان می‌دادند، از طریق چندین خرده‌فروش آنلاین نیز برای فروش در دسترس قرار گرفتند. در مصاحبه‌ای با اسلیت، تاجران مستقل اظهار داشتند که خطوط تولید کریسمس/اپستین فروش نسبتاً خوبی داشته‌اند و دلیل محبوبیت آنها را طنز تلخ این ترکیب عنوان کردند. طبق گزارش ورایتی، فروش لوازم کریسمس از کالاهای سریال بازی تاج و تخت بیشتر بوده است. در فصل در دومین قسمت پایانی سریال تلویزیونی پسران، مشخص شد که استورم‌فرانت مخفیانه اپستین را در خط زمانی جایگزین خود کشته است.
به دلیل افزایش علاقه عمومی پس از مرگ او، چندین مستند تلویزیونی ساخته شد. در ماه مه ۲۰۲۰، نتفلیکس فیلم «جفری اپستین: ثروتمند کثیف» را منتشر کرد. تا تاریخ اکتبر ۲۰۱۹ اچ‌بی‌او، سونی تی‌وی و لایف‌تایم نیز کارهای مشابهی در دست انجام دارند.

## همچنین ببینید
- فهرست رسوایی‌های سیاسی فدرال در ایالات متحده
- فهرست مرگ‌های حل نشده
- لیتل سنت جیمز، جزایر ویرجین ایالات متحده

## مطالعه بیشتر
- Paybarah, Azi (November 20, 2019). "Inside the Jail the Night Jeffrey Epstein Died". The New York Times. Retrieved March 20, 2020.
- Levenson, Eric (November 19, 2019). "A timeline of what Jeffrey Epstein and his prison guards did in his final hours". CNN. Retrieved October 25, 2020.

## پیوندهای خارجی
- گزارش کالبدشکافی
- کیفرخواست علیه جفری اپستین
- خزانه اف‌بی‌آی
- فایل‌های ویرایش‌شده‌ی وزارت دادگستری

1. ↑  e.g. the removal of his cellmate without a replacement, possession of banned objects, and the falling asleep of two guards who were meant to check on him.[۲۱][۲۲]
2. ↑  e.g. the removal of his cellmate without a replacement, possession of banned objects, and the falling asleep of two guards who were meant to check on him.[۲۶][۲۷]